# 친북
친북(親北)은 외교적 관점에서 외세보다 조선민주주의인민공화국을 지지하는 입장을 가리킨다. 연북(聯北)이라고도 하며, 반대어는 반북(反北)이다.

## 개요
남북 분단 상황은 양국에 고질적인 문제들을 발생시켰는데, 그 대표적인 것이 바로 잦은 소규모 전투와 양국의 정치권위주의 현상이었다. 이러한 것들은 분단 상황 자체가 일차적으로 파생시키는 문제라기 보단 분단 상황이 전제 된 상태에서 양국 간의 외교 활동에서 나오는 결과물이었다. 따라서 양한의 대결 구도를 끝내고, 평화통일론에 기반하여 서로 원만한 외교를 하자는 의견이 나왔는데, 이를 대한민국 정부의 관점으로 해서 '연북' 또는 '친북'이라고 했다.
이러한 의견은 50년대에서 90년대 초까지 불온시 되었지만 김대중 정부가 들어선 후엔 평화통일론의 입지가 커지고 양국 간의 사이가 좋아지면서 친북은 하나의 외교적 관점으로 들어서기 시작했다. 친북 또는 연북적 입장은 그 이론적 전제에 따라 차이가 있지만, 기본적으로 남과 북이 하나가 되는 것을 지지하며, 외교 활동에서 미국과 같은 강대국 세력보단 조선민주주의인민공화국을 지지한다는 점이 있다.

## 각 정치 분파의 주장

### 우익 진영
대한민국의 우익 진영에 속하는 대부분의 사람들은 친북적 주장에 반대한다. 이들은 북핵문제, 한국전쟁, 기아, 천안함 사건 등을 이유로 들어 조선민주주의인민공화국을 국가로 인정하지 않고 반국가단체의 일종으로 이해하며, 무력 또는 외교적 방법론을 동원해 강제적으로 해체시켜야 할 존재로 바라보고 있다. 따라서 절대 다수의 우익 인사들은 기본적으로 '친북' 또는 '연북'을 간첩 또는 이적자로 구분하며, 멸칭으로 이들에 대해서 주로 '종북'이라는 강도높은 표현을 쓴다.
하지만 일부 우익 진영에 속하는 자들은 조선민주주의인민공화국과의 평화적 외교를 지지하기도 하며, 자유주의 계열이나 민족주의 계열의 통일정책과 유사한 입장을 보이기도 한다.

### 중도주의 진영
민주당계 정당에 관련된 대부분의 정치인들과 이 계파를 지지하는 절대다수의 사람들은 조선민주주의인민공화국과의 평화적 외교를 지지한다. 특히 민주당계에 속하는 대표적인 정치인인 고 김대중 전 대통령은 남북정상회담을 통하여 양국 관계를 진전시켰으며, 햇볕정책을 대북정책 기조로 삼기도 했다.
그러나 기본적으로 이들 또한 조선민주주의인민공화국을 전체주의, 독재 체제로 평가하고 있으며, 일부 외교 사안에 대해선 반북적인 주장을 피력하기 때문에 '친북'이라고 보기 어렵다. 또한 이들도 기본적으로 자본주의 체제를 지향하는 모임에 속해있기 때문에 조선민주주의인민공화국과 그 체제에 대해 기본적으로 비판적인 입장을 가지고 있다. 따라서 이들을 친북 또는 반북으로 확실히 규정할 수 있는 근거는 존재하지 않는다.

### 좌익 진영
급진주의, 원리주의, 사회민주주의자, 민중민주파, 일부 민주사회주의자들은 민족해방파의 민족주의 노선에 부정적이며, 이를 비판적으로 보았다. 또한 종북이라는 표현을 처음 사용한것도 진보진영 내 일부 인사들이 친북적 성향이나 민족해방파 계열의 진보정치인, 운동가를 비판하기 위해 만든 단어였다.
현재 사회당과 진보신당의 후신인 노동당 등 평등파 계열에서는 햇볕정책에 대해 비판적이거나 부정적으로 평가하는 경향도 있으며, 북한과의 연대에 대해서도 비판적인 입장을 취하고 있다. 그러나 정의당 계열은 민중민주파와 민족해방파의 연합정당이기에 기존 진보정당들과는 달리 민주당계 정당들과의 연대적 성향이 강하며, 이에 따라 김대중 정부의 햇볕정책을 긍정적으로 평가하며 부분적으로 수용하고 있다.
한편 민족해방파 계열의 사회운동가들은 친북적 입장을 취하지만 민족해방파 내에서도 통일을 위한 전략적인 친북과, 조선민주주의인민공화국의 체제를 대한민국의 체제보다 우월하다고 평가하는 주체사상파 등 다양하다.